# Ремон, Хосе
Хосе́ Анто́нио Ремо́н Канте́ра (исп. José Antonio Remón Cantera; 11 апреля 1908 год, Панама — 2 января 1955 года, там же) — президент Панамы в 1952—1955. Первый военный, занявший пост президента республики.

## Биография
Родился и вырос в богатой семье, родственник бывшего в 1924—1928 президента Родольфо Чиари. Завершил своё начальное обучение в одной из столичных государственных школ и продолжил обучение в Национальном институте («Nido de águilas»).
В 1928 получил стипендию для поступления в Военную академию Мексики, после обучения в которой он получил звание лейтенанта и занял третье место в своём выпуске. Затем служил офицером кавалерии военного училища. Получил стипендию от военного министерства США для прохождения базового курса кавалерии в Канзас-Сити.
С 1931, когда вернулся на родину, начал службу в Национальной полиции Панамы: начальником первого отдела корпуса национальной полиции (в звании капитана, затем заместителем командующего национальной полицией (в звании подполковника). Кроме того, в Корпусе национальной полиции занимал должность генерального инспектора дорожного движения.
С 1940-х годов стал самой влиятельной фигурой в стране. В феврале 1947 был назначен командующим национальной полицией. На этом посту демонстрировал абсолютную лояльность своему высшему начальству, однако на практике навязывал свои условия гражданской власти. Ничто из того, что происходило в политической сфере в стране, не ускользало от его контроля. Также пользовался абсолютной поддержкой США.
Сыграл главную роль в перевороте и отстранении от власти 20 ноября 1949 первого вице-президента Даниэля Чаниса, исполнявшего обязанности президента страны на период болезни президента Доминго Диаса, а затем в свержении Арнульфо Ариаса 9 мая 1951.
8 сентября 1951 от имени Мексики, в качестве полномочного министра, подписал Сан-Францисский мирный договор.
Панама переживала тяжёлые годы из-за послевоенной депрессии и экономического застоя, а высокий уровень безработицы вызывал непрерывные забастовки и демонстрации. В этой ситуации всеобщего недовольства состоялись президентские выборы 11 мая 1952 года, на которых Х. Ремон одержал уверенную победу вместе с вице-президентами (и будущими президентами Хосе Гисадо и Рикардо Ариасом, получив 62,46 % голосов.

## На посту президента
Институционализировав свою власть, новый президент принёс в страну порядок и стабильность благодаря жёсткому контролю над прессой и оппозиционными движениями, полному подавлению свобод личности и подчинению власти государства. Экономическую поддержку оказали США, и реформы экономики и налоговой системы смогли оказать существенное позитивное влияние после нескольких лет регресса.
Убежденный враг левых и явно выступавший на стороне США в холодной войне, он устранил левые партии с национальной политической сцены, в частности, приняв антикоммунистические законы и запретив коммунистическую партию. В 1953 преобразовал полицию в Национальную гвардию, новый орган с более многочисленными войсками и улучшенным вооружением.
При нём начались и прошли переговоры о новой редакции Договора о взаимопонимании и сотрудничестве с США («Договор Ремона-Эйзенхауэра», подписан через 23 дня после его смерти), предусматривавшего новые условия эксплуатации Панамского канала. Договор увеличил ежегодный платеж США за канал с 0,43 до 1,93 миллиона долларов. Взамен Панама согласилась снизить на 75 % налог на национальные спиртные напитки, продаваемые в зоне Панамского канала. Панаме было предоставлено ранее отсутствовавшее право взимать налоги с панамцев, работающих на канале и железных дорогах, действующих внутри Зоны или за её пределами, а местным торговцам разрешалось продавать товары судам, пересекающим канал. Предусматривалось строительство американцами моста через канал. Соединенным Штатам бесплатно предоставлялась военная база и пляж в Рио-Хато сроком на 15 лет площадью 140 км². (Х. Ремон не одобрял этот пункт). База была возвращена в 1970 после того, как правительство генерала Торрихоса отказалось возобновить её использование американцами.
Имел нецензурное прозвище «Чичи» («Chichi»).
Имел награды Панамы, США, Швеции, Испании, Франции, Кубы.

## Убийство президента и последующие события
2 января, когда 46-летний президент присутствовал на ипподроме, он был застрелен. В начавшейся суматохе убийцы смогли сбежать. Орудие убийства не нашли. Для помощи в расследовании власти пригласили специалистов ФБР США, обнаруживших, что панамцы в ходе следствия совершили множество грубых ошибок и даже не провели дактилоскопию укрытия снайпера. Сначала в убийстве обвинили гражданина США Мартина Липстайна, которого опознали несколько свидетелей. Но десять дней спустя адвокат Рубен Миро Гуардиа признался в том, что является организатором убийства. Липстайн был отпущен, покинул Панаму и вскоре погиб в США от пули гангстера.
Р. Миро обвинил нового президента Хосе Гисадо (бывшего первого вице-президента) в соучастии и заказе преступления. Несмотря на отсутствие доказательств правдивости этих обвинений, 15 января Национальное собрание уволило Гисадо с поста, он был арестован. 29 марта он был приговорён Национальной ассамблеей к семи годам тюремного заключения (через 2 года признан невиновным и освобождён). Р. Миро через год отказался от своего первоначального заявления и заявил, что действовал под угрозами, но ни одна из политических сил Панамы не была заинтересована в реабилитации фигуры Гисадо. Позже Р. Миро, сын судьи Верховного суда, был похищен среди бела дня, когда выходил из банка в центре Панама-Сити и бесследно исчез.
Убийство Х. Ремона осталось нераскрытым.
В 2013 были рассекречены документы ЦРУ США, из которых следует, что Ремон, возможно, был убит по приказу известного гангстера того времени Лаки Лучано в ходе конфликта, как утверждается в расследовании от ноября 1957 года, из-за крупной партии героина и виски (использовавшихся ЦРУ США для своей финансовой выгоды), которая была изъята в порту Колон по распоряжению Ремона.